# Échebrune
Échebrune is een gemeente in het Franse departement Charente-Maritime (regio Nouvelle-Aquitaine) en telt 451 inwoners (1999). De plaats maakt deel uit van het arrondissement Jonzac.

## Geografie
De oppervlakte van Échebrune bedraagt 16,9 km², de bevolkingsdichtheid is 26,7 inwoners per km².
De onderstaande kaart toont de ligging van Échebrune met de belangrijkste infrastructuur en aangrenzende gemeenten.

## Demografie
Onderstaande figuur toont het verloop van het inwonertal (bron: INSEE-tellingen).